# Liste der Formel-1-Rennwagen von Williams
Die Liste der Formel-1-Rennwagen von Williams führt die von Frank Williams Racing Cars und Williams F1 konstruierten Rennwagen auf, die in der Formel-1-Weltmeisterschaft eingesetzt wurden.

## Hintergrund

### Frank Williams Racing Cars

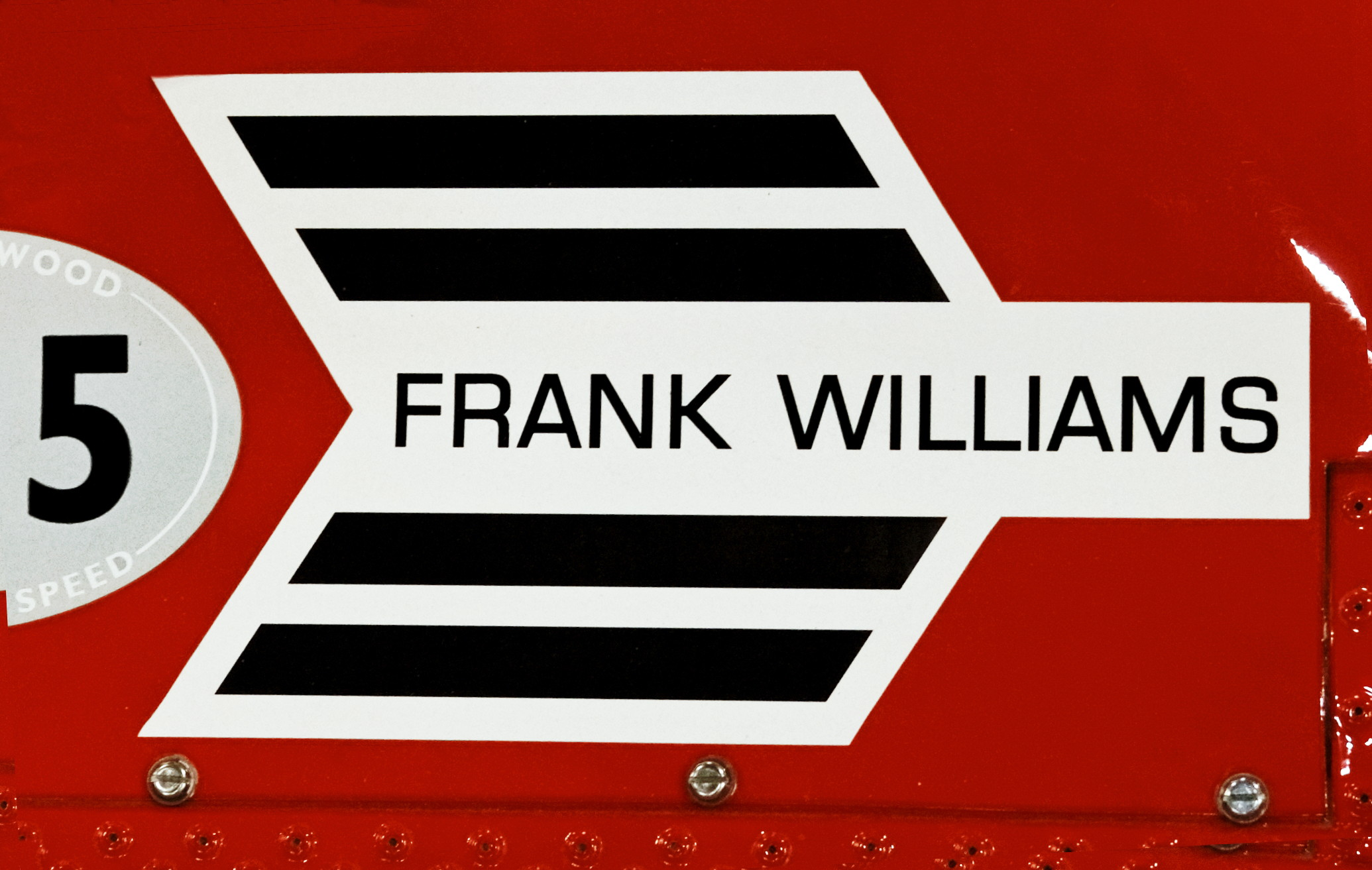
Frank Williams Racing Cars: Logo

Der Rennwagenhändler und Hobbyrennfahrer Frank Williams gründete 1968 sein eigenes Motorsportteam Frank Williams Racing Cars, das zunächst Kundenautos von Brabham in der Formel-2-Europameisterschaft einsetzte. Das Team erschien 1969 erstmals mit Piers Courage als Fahrer und einem neuen Brabham BT26 in der Formel 1. 1970 setzten Williams und Courage exklusiv einen von Giampaolo Dallara konstruierten und in Italien gebauten De Tomaso 505 ein, mit dem Courage beim Großen Preis der Niederlande tödlich verunglückte. Nach einem weiteren Jahr mit Kundenfahrzeugen wurde Frank Williams’ Team 1972 zum Konstrukteur. Die Grundkonstruktion wurde bis 1975 mehrfach weiterentwickelt. Die Autos erhielten wechselnde Bezeichnungen, die sich nach den jeweiligen Sponsoren des Teams richteten. Nach Politoys (1972) wurde 1973 der italienische Sportwagenhersteller Iso Rivolta Namensgeber, bevor Williams im Anschluss an die Insolvenz Isos 1975 den Wagen seinen eigenen Namen gab. Zu dieser Zeit entstand das Präfix FW (für Frank Williams), an das sich eine laufende Nummer für das jeweilige Chassis anschloss. Diese Nomenklatur wird bis in die aktuelle Formel-1-Saison fortgesetzt.
Ende 1975 verkaufte Frank Williams sein hoch verschuldetes Team an den kanadischen Unternehmer Walter Wolf, der es bis 1979 unter der Bezeichnung Walter Wolf Racing fortführte.

### Williams Grand Prix Engineering und Williams F1
Frank Williams gründete 1977 einen neuen Rennstall mit der Bezeichnung Williams Grand Prix Engineering, der 1978 nach einem Übergangsjahr mit einem Kundenfahrzeug von March mit einem selbst konstruierten Auto antrat. Das als FW06 bezeichnete Modell setzte die 1977 unterbrochene Zählung fort. Das Team, das mittlerweile als Williams F1 firmiert, ist seitdem ununterbrochen in der Formel-1-Weltmeisterschaft engagiert. Von 1980 bis 1997 gewann es sieben Fahrer- und neun Konstrukteursmeisterschaften.

### Kundenteams
Bis 1980 wurden einzelne Williams-Chassis nicht nur vom Werksteam in der Formel-1-Weltmeisterschaft eingesetzt, sondern auch von unabhängigen Kundenteams, die ältere Chassis von Williams übernahmen. Seit 1981 verbietet das Reglement den Einsatz eines nicht selbst konstruierten Rennwagen. Einige Williams-Chassis erschienen darüber hinaus in der Aurora-AFX-Formel-1-Serie sowie in der Internationalen Formel-3000-Meisterschaft.

## Erläuterungen zur Liste

### Erfasste Daten
Die Liste erfasst alle von Frank Williams Racing Cars sowie von Williams Grand Prix Engineering bzw. Williams F1 konstruierten Formel-1-Rennwagen, die bei einem Lauf zur Formel-1-Weltmeisterschaft eingesetzt wurden. Einsätze des Werksteams sowie der Kundenteams werden gleichermaßen aufgeführt. Nicht berücksichtigt werden allerdings Formel-1-Rennen, die keinen Weltmeisterschaftsstatus hatten. Hier meldete Williams mitunter Fahrer, die nicht bei Weltmeisterschaftsläufen an den Start gingen. Nicht erfasst sind zudem bloße Versuchsträger und Prototypen, die bei keinem Weltmeisterschaftslauf eingesetzt wurden. Sie werden nachstehend im Abschnitt Nicht eingesetzte Formel-1-Rennwagen beschrieben.

### Erläuterungen zur Färbung
Die Liste erfasst alle von Frank Williams Racing Cars sowie von Williams Grand Prix Engineering bzw. Williams F1 konstruierten Formel-1-Rennwagen. Beide Unternehmen waren rechtlich selbständig. Um eine eindeutige Zuordnung der einzelnen Chassis zu dem jeweiligen Unternehmen zu ermöglichen, sind einzelne Tabellenfelder gefärbt. Die Färbungen haben folgende Bedeutungen:
| Hintergrundfarbe | Bedeutung |
| ---------------- | --- |
| hellblau         | Von Frank Williams Racing Cars konstruierte Wagen sowie die Fahrer des Werksteams                                       |
| weiß             | Von Williams Grand Prix Engineering bzw. Williams F1 konstruierte Wagen sowie die Fahrer des Werksteams                 |
| rosa             | Fahrer eines Kundenteams, das einen Wagen von Frank Williams Racing Cars oder Williams Grand Prix Engineering einsetzte |

### Erläuterungen zu den Spalten
- Die Spalte „Fahrzeug“ enthält die Bezeichnung, unter der die jeweilige Konstruktion gemeldet wurde. Nur in den ersten Jahren von Frank Williams Racing Cars wurden die Chassis einzeln durchnummeriert; beginnend mit dem Williams FW06 bezieht sich die Bezeichnung auf die gesamte Baureihe, zu der regelmäßig mehrere baugleiche Chassis gehörten.
- Die Spalte „Saison“ gibt das Jahr oder die Jahre an, in dem oder denen das betreffende Fahrzeug zu einem Lauf zur Formel-1-Weltmeisterschaft eingesetzt worden ist.
- Die Spalte „Fahrer“ benennt die Rennfahrer, die mit dem jeweiligen Chassis vom Werks- oder einem Kundenteam gemeldet wurden. Wenn ein Chassis über mehrere Jahre verwendet wurde, ein Fahrer aber nur in einem Jahr mit dem Auto an den Start ging, so ist das Einsatzjahr des jeweiligen Fahrers mit einem Klammerzusatz gekennzeichnet.
- Die Spalte „Designer“ benennt den Ingenieur, der für die Konstruktion des Fahrzeugs verantwortlich war. Bis in die 1970er-Jahre wurden die Fahrzeuge insbesondere bei kleinen Teams, wie Williams es seinerzeit war, komplett von einem einzelnen Ingenieur konstruiert. Später entstanden größere Konstruktionsabteilungen. Ab der zweiten Hälfte der 1970er-Jahre wird dementsprechend der Technische Direktor oder der Inhaber einer vergleichbaren Position aufgeführt.
- Die Spalte „Weltmeisterschaftspunkte“ führt die Punkte auf, die das Williams-Werksteam saisonübergreifend mit dem jeweiligen Chassis erzielt hat. Die Williams-Kundenteams haben mit keinem Chassis einen Weltmeisterschaftspunkt erzielt. Die Punkte der einzelnen Fahrer sind addiert.

## Liste der Formel-1-Rennwagen von Williams
| Bild                          | Fahrzeug                     | Saison         | Motor                              | Designer                            | Team                                                     | Fahrer                       | WM-Punkte | Anmerkungen |
| ----------------------------- | ---------------------------- | -------------- | ---------------------------------- | ----------------------------------- | -------------------------------------------------------- | ---------------------------- | --------- | --- |
|                               | Politoys FX3                 | 1972           | Cosworth DFV                       | Len Bailey Ron Tauranac             | Team Williams Motul                                      | Henri Pescarolo              | 0         | |
|                               | Iso-Marlboro FX3B            | 1973           | Cosworth DFV                       | Len Bailey Ron Tauranac             | Frank Williams Racing Cars                               | Howden Ganley                | 0         | Identisch mit Politoys FX3; Namensänderung erfolgte nach Wechsel des Hauptsponsors |
| Nanni Galli                   | Iso-Marlboro FX3B            | 1973           | Cosworth DFV                       | Len Bailey Ron Tauranac             | Frank Williams Racing Cars                               |                              | 0         | Identisch mit Politoys FX3; Namensänderung erfolgte nach Wechsel des Hauptsponsors |
| Jackie Pretorius              | Iso-Marlboro FX3B            | 1973           | Cosworth DFV                       | Len Bailey Ron Tauranac             | Frank Williams Racing Cars                               |                              | 0         | Identisch mit Politoys FX3; Namensänderung erfolgte nach Wechsel des Hauptsponsors |
|                               | Iso-Marlboro IR1             | 1973           | Cosworth DFV                       | John Clarke                         | Frank Williams Racing Cars                               | Nanni Galli                  | 1         | |
| Tom Belsø                     | Iso-Marlboro IR1             | 1973           | Cosworth DFV                       | John Clarke                         | Frank Williams Racing Cars                               |                              | 1         | |
| Henri Pescarolo               | Iso-Marlboro IR1             | 1973           | Cosworth DFV                       | John Clarke                         | Frank Williams Racing Cars                               |                              | 1         | |
| Graham McRae                  | Iso-Marlboro IR1             | 1973           | Cosworth DFV                       | John Clarke                         | Frank Williams Racing Cars                               |                              | 1         | |
| Gijs van Lennep               | Iso-Marlboro IR1             | 1973           | Cosworth DFV                       | John Clarke                         | Frank Williams Racing Cars                               |                              | 1         | |
| Tim Schenken                  | Iso-Marlboro IR1             | 1973           | Cosworth DFV                       | John Clarke                         | Frank Williams Racing Cars                               |                              | 1         | |
| Jacky Ickx                    | Iso-Marlboro IR1             | 1973           | Cosworth DFV                       | John Clarke                         | Frank Williams Racing Cars                               |                              | 1         | |
|                               | Iso-Marlboro FW01            | 1974           | Cosworth DFV                       | John Clarke                         | Frank Williams Racing Cars                               | Nanni Galli                  | 0         | Fahrzeug identisch mit Iso-Marlboro IR1. |
| Tom Belsø                     | Iso-Marlboro FW01            | 1974           | Cosworth DFV                       | John Clarke                         | Frank Williams Racing Cars                               |                              | 0         | Fahrzeug identisch mit Iso-Marlboro IR1. |
| Gijs van Lennep               | Iso-Marlboro FW01            | 1974           | Cosworth DFV                       | John Clarke                         | Frank Williams Racing Cars                               |                              | 0         | Fahrzeug identisch mit Iso-Marlboro IR1. |
| Jean-Pierre Jabouille         | Iso-Marlboro FW01            | 1974           | Cosworth DFV                       | John Clarke                         | Frank Williams Racing Cars                               |                              | 0         | Fahrzeug identisch mit Iso-Marlboro IR1. |
|                               | Iso-Marlboro IR2             | 1973           | Cosworth DFV                       | John Clarke                         | Frank Williams Racing Cars                               | Howden Ganley                | 1         | |
|                               | Iso-Marlboro FW02            | 1974           | Cosworth DFV                       | John Clarke                         | Frank Williams Racing Cars                               | Arturo Merzario              | 1         | Fahrzeug identisch mit Iso-Marlboro IR2 |
| Tom Belsø                     | Iso-Marlboro FW02            | 1974           | Cosworth DFV                       | John Clarke                         | Frank Williams Racing Cars                               |                              | 1         | Fahrzeug identisch mit Iso-Marlboro IR2 |
| Richard Robarts               | Iso-Marlboro FW02            | 1974           | Cosworth DFV                       | John Clarke                         | Frank Williams Racing Cars                               |                              | 1         | Fahrzeug identisch mit Iso-Marlboro IR2 |
| Jacques Laffite               | Iso-Marlboro FW02            | 1974           | Cosworth DFV                       | John Clarke                         | Frank Williams Racing Cars                               |                              | 1         | Fahrzeug identisch mit Iso-Marlboro IR2 |
|                               | Williams FW02                | 1975           | Cosworth DFV                       | John Clarke                         | Frank Williams Racing Cars                               | Jacques Laffite              | 0         | Fahrzeug identisch mit Iso-Marlboro IR2 und FW02; Namensänderung nach Verlust des Hauptsponsors. |
|                               | Iso-Marlboro FW03            | 1974           | Cosworth DFV                       | John Clarke                         | Frank Williams Racing Cars                               | Arturo Merzario              | 3         | |
|                               | Williams FW03                | 1975           | Cosworth DFV                       | John Clarke                         | Frank Williams Racing Cars                               | Arturo Merzario              | 0         | Fahrzeug identisch mit Iso-Marlboro FW03; Namensänderung nach Verlust des Hauptsponsors. Von Giacomo Caliri 1976 für Loris Kessel zum Apollon-Williams FW03 weiterentwickelt. |
| Tony Brise                    | Williams FW03                | 1975           | Cosworth DFV                       | John Clarke                         | Frank Williams Racing Cars                               |                              | 0         | Fahrzeug identisch mit Iso-Marlboro FW03; Namensänderung nach Verlust des Hauptsponsors. Von Giacomo Caliri 1976 für Loris Kessel zum Apollon-Williams FW03 weiterentwickelt. |
| Damien Magee                  | Williams FW03                | 1975           | Cosworth DFV                       | John Clarke                         | Frank Williams Racing Cars                               |                              | 0         | Fahrzeug identisch mit Iso-Marlboro FW03; Namensänderung nach Verlust des Hauptsponsors. Von Giacomo Caliri 1976 für Loris Kessel zum Apollon-Williams FW03 weiterentwickelt. |
| Ian Scheckter                 | Williams FW03                | 1975           | Cosworth DFV                       | John Clarke                         | Frank Williams Racing Cars                               |                              | 0         | Fahrzeug identisch mit Iso-Marlboro FW03; Namensänderung nach Verlust des Hauptsponsors. Von Giacomo Caliri 1976 für Loris Kessel zum Apollon-Williams FW03 weiterentwickelt. |
| François Migault              | Williams FW03                | 1975           | Cosworth DFV                       | John Clarke                         | Frank Williams Racing Cars                               |                              | 0         | Fahrzeug identisch mit Iso-Marlboro FW03; Namensänderung nach Verlust des Hauptsponsors. Von Giacomo Caliri 1976 für Loris Kessel zum Apollon-Williams FW03 weiterentwickelt. |
| Ian Ashley                    | Williams FW03                | 1975           | Cosworth DFV                       | John Clarke                         | Frank Williams Racing Cars                               |                              | 0         | Fahrzeug identisch mit Iso-Marlboro FW03; Namensänderung nach Verlust des Hauptsponsors. Von Giacomo Caliri 1976 für Loris Kessel zum Apollon-Williams FW03 weiterentwickelt. |
| Jo Vonlanthen                 | Williams FW03                | 1975           | Cosworth DFV                       | John Clarke                         | Frank Williams Racing Cars                               |                              | 0         | Fahrzeug identisch mit Iso-Marlboro FW03; Namensänderung nach Verlust des Hauptsponsors. Von Giacomo Caliri 1976 für Loris Kessel zum Apollon-Williams FW03 weiterentwickelt. |
| Renzo Zorzi                   | Williams FW03                | 1975           | Cosworth DFV                       | John Clarke                         | Frank Williams Racing Cars                               |                              | 0         | Fahrzeug identisch mit Iso-Marlboro FW03; Namensänderung nach Verlust des Hauptsponsors. Von Giacomo Caliri 1976 für Loris Kessel zum Apollon-Williams FW03 weiterentwickelt. |
|                               | Williams FW04                | 1975 1976 1977 | Cosworth DFV                       | Ray Stokoe                          | Frank Williams Racing Cars                               | Arturo Merzario (1975)       | 0         | |
| Lella Lombardi (1975)         | Williams FW04                | 1975 1976 1977 | Cosworth DFV                       | Ray Stokoe                          | Frank Williams Racing Cars                               |                              | 0         | |
| Jacques Laffite (1975)        | Williams FW04                | 1975 1976 1977 | Cosworth DFV                       | Ray Stokoe                          | Frank Williams Racing Cars                               |                              | 0         | |
| Ian Scheckter (1975)          | Williams FW04                | 1975 1976 1977 | Cosworth DFV                       | Ray Stokoe                          | Frank Williams Racing Cars                               |                              | 0         | |
| Renzo Zorzi (1976)            | Williams FW04                | 1975 1976 1977 | Cosworth DFV                       | Ray Stokoe                          | Frank Williams Racing Cars                               |                              | 0         | |
| Mapfre-Williams               | Williams FW04                | 1975 1976 1977 | Cosworth DFV                       | Ray Stokoe                          | Emilio Zapico (1976)                                     |                              | 0         | |
| Brian McGuire Racing          | Williams FW04                | 1975 1976 1977 | Cosworth DFV                       | Ray Stokoe                          | Brian McGuire (1976, 1977)                               |                              | 0         | |
|                               | Williams FW05                | 1976           | Cosworth DFV                       | Harvey Postlethwaite Patrick Head   | Wolf Williams Racing                                     | Arturo Merzario              | 0         | Keine Williams-Eigenkonstruktion. Weiterentwicklung des Hesketh 308C von 1975. |
| Jackie Ickx                   | Williams FW05                | 1976           | Cosworth DFV                       | Harvey Postlethwaite Patrick Head   | Wolf Williams Racing                                     |                              | 0         | Keine Williams-Eigenkonstruktion. Weiterentwicklung des Hesketh 308C von 1975. |
| Frankreich                    | Williams FW05                | 1976           | Cosworth DFV                       | Harvey Postlethwaite Patrick Head   | Wolf Williams Racing                                     |                              | 0         | Keine Williams-Eigenkonstruktion. Weiterentwicklung des Hesketh 308C von 1975. |
| Chris Amon                    | Williams FW05                | 1976           | Cosworth DFV                       | Harvey Postlethwaite Patrick Head   | Wolf Williams Racing                                     |                              | 0         | Keine Williams-Eigenkonstruktion. Weiterentwicklung des Hesketh 308C von 1975. |
| Warwick Brown                 | Williams FW05                | 1976           | Cosworth DFV                       | Harvey Postlethwaite Patrick Head   | Wolf Williams Racing                                     |                              | 0         | Keine Williams-Eigenkonstruktion. Weiterentwicklung des Hesketh 308C von 1975. |
| Hans Binder                   | Williams FW05                | 1976           | Cosworth DFV                       | Harvey Postlethwaite Patrick Head   | Wolf Williams Racing                                     |                              | 0         | Keine Williams-Eigenkonstruktion. Weiterentwicklung des Hesketh 308C von 1975. |
| Mario Andretti                | Williams FW05                | 1976           | Cosworth DFV                       | Harvey Postlethwaite Patrick Head   | Wolf Williams Racing                                     |                              | 0         | Keine Williams-Eigenkonstruktion. Weiterentwicklung des Hesketh 308C von 1975. |
| Masami Kuwashima              | Williams FW05                | 1976           | Cosworth DFV                       | Harvey Postlethwaite Patrick Head   | Wolf Williams Racing                                     |                              | 0         | Keine Williams-Eigenkonstruktion. Weiterentwicklung des Hesketh 308C von 1975. |
|                               | Williams FW06                | 1978 1979      | Cosworth DFV                       | Patrick Head                        | Williams Grand Prix Engineering                          | Alan Jones (1978, 1979)      | 15        | |
| Clay Regazzoni (1979)         | Williams FW06                | 1978 1979      | Cosworth DFV                       | Patrick Head                        | Williams Grand Prix Engineering                          |                              | 15        | |
|                               | Williams FW07                | 1979 1980 1981 | Cosworth DFV                       | Frank Dernie Neil Oatley            | Albilad Saudia Racing Team                               | Alan Jones (1979)            | 74        | Erster Williams, der einen Weltmeisterschaftslauf gewann. 1980 von Emilio de Villota in der Aurora-AFX-Formel-1-Serie eingesetzt. |
| Clay Regazzoni (1979)         | Williams FW07                | 1979 1980 1981 | Cosworth DFV                       | Frank Dernie Neil Oatley            | Albilad Saudia Racing Team                               |                              | 74        | Erster Williams, der einen Weltmeisterschaftslauf gewann. 1980 von Emilio de Villota in der Aurora-AFX-Formel-1-Serie eingesetzt. |
| RAM Racing                    | Williams FW07                | 1979 1980 1981 | Cosworth DFV                       | Frank Dernie Neil Oatley            | Rupert Keegan (1980)                                     |                              | 74        | Erster Williams, der einen Weltmeisterschaftslauf gewann. 1980 von Emilio de Villota in der Aurora-AFX-Formel-1-Serie eingesetzt. |
| Brands Hatch Racing           | Williams FW07                | 1979 1980 1981 | Cosworth DFV                       | Frank Dernie Neil Oatley            | Desiré Wilson (1980)                                     |                              | 74        | Erster Williams, der einen Weltmeisterschaftslauf gewann. 1980 von Emilio de Villota in der Aurora-AFX-Formel-1-Serie eingesetzt. |
| Equipe Banco Occidental       | Williams FW07                | 1979 1980 1981 | Cosworth DFV                       | Frank Dernie Neil Oatley            | Emilio de Villota (1981)                                 |                              | 74        | Erster Williams, der einen Weltmeisterschaftslauf gewann. 1980 von Emilio de Villota in der Aurora-AFX-Formel-1-Serie eingesetzt. |
|                               | Williams FW07B               | 1980           | Cosworth DFV                       | Frank Dernie Neil Oatley            | Albilad Williams Racing Team                             | Alan Jones                   | 120       | Gewinn der Fahrer- und Konstrukteursmeisterschaft 1980 |
| Carlos Reutemann              | Williams FW07B               | 1980           | Cosworth DFV                       | Frank Dernie Neil Oatley            | Albilad Williams Racing Team                             |                              | 120       | Gewinn der Fahrer- und Konstrukteursmeisterschaft 1980 |
| Rainbow Jeans Racing          | Williams FW07B               | 1980           | Cosworth DFV                       | Frank Dernie Neil Oatley            | Kevin Cogan                                              |                              | 120       | Gewinn der Fahrer- und Konstrukteursmeisterschaft 1980 |
| RAM Racing Theodore           | Williams FW07B               | 1980           | Cosworth DFV                       | Frank Dernie Neil Oatley            | Geoff Lees                                               |                              | 120       | Gewinn der Fahrer- und Konstrukteursmeisterschaft 1980 |
|                               | Williams FW07C               | 1981 1982      | Cosworth DFV                       | Frank Dernie Neil Oatley            | Albilad Williams Racing Team TAG Williams Racing Team    | Alan Jones (1981)            | 109       | Gewinn der Konstrukteursmeisterschaft 1981 |
| Carlos Reutemann (1981, 1982) | Williams FW07C               | 1981 1982      | Cosworth DFV                       | Frank Dernie Neil Oatley            | Albilad Williams Racing Team TAG Williams Racing Team    |                              | 109       | Gewinn der Konstrukteursmeisterschaft 1981 |
| Keke Rosberg (1982)           | Williams FW07C               | 1981 1982      | Cosworth DFV                       | Frank Dernie Neil Oatley            | Albilad Williams Racing Team TAG Williams Racing Team    |                              | 109       | Gewinn der Konstrukteursmeisterschaft 1981 |
| Mario Andretti (1982)         | Williams FW07C               | 1981 1982      | Cosworth DFV                       | Frank Dernie Neil Oatley            | Albilad Williams Racing Team TAG Williams Racing Team    |                              | 109       | Gewinn der Konstrukteursmeisterschaft 1981 |
|                               | Williams FW08                | 1982           | Cosworth DFV                       | Frank Dernie                        | TAG Williams Racing Team                                 | Keke Rosberg                 | 44        | Gewinn der Fahrermeisterschaft 1982 |
| Derek Daly                    | Williams FW08                | 1982           | Cosworth DFV                       | Frank Dernie                        | TAG Williams Racing Team                                 |                              | 44        | Gewinn der Fahrermeisterschaft 1982 |
|                               | Williams FW08C               | 1983           | Cosworth DFV Cosworth DFY          | Frank Dernie                        | TAG Williams Racing Team                                 | Keke Rosberg                 | 36        | Zwei neu aufgebaute FW08C-Chassis wurden 1985 von PMC Racing für Thierry Tassin und Lamberto Leoni in der Internationalen Formel-3000-Meisterschaft eingesetzt. |
| Jacques Laffite               | Williams FW08C               | 1983           | Cosworth DFV Cosworth DFY          | Frank Dernie                        | TAG Williams Racing Team                                 |                              | 36        | Zwei neu aufgebaute FW08C-Chassis wurden 1985 von PMC Racing für Thierry Tassin und Lamberto Leoni in der Internationalen Formel-3000-Meisterschaft eingesetzt. |
| Jonathan Palmer               | Williams FW08C               | 1983           | Cosworth DFV Cosworth DFY          | Frank Dernie                        | TAG Williams Racing Team                                 |                              | 36        | Zwei neu aufgebaute FW08C-Chassis wurden 1985 von PMC Racing für Thierry Tassin und Lamberto Leoni in der Internationalen Formel-3000-Meisterschaft eingesetzt. |
|                               | Williams FW09                | 1983 1984      | Honda RA163-E                      | Frank Dernie Neil Oatley            | TAG Williams Racing Team Williams Grand Prix Engineering | Keke Rosberg                 | 27,5      | |
| Jacques Laffite               | Williams FW09                | 1983 1984      | Honda RA163-E                      | Frank Dernie Neil Oatley            | TAG Williams Racing Team Williams Grand Prix Engineering |                              | 27,5      | |
|                               | Williams FW10                | 1985           | Honda RA163-E                      | Frank Dernie                        | Canon Williams Honda Team                                | Keke Rosberg                 | 71        | Erstes Turbomodell von Williams |
| Nigel Mansell                 | Williams FW10                | 1985           | Honda RA163-E                      | Frank Dernie                        | Canon Williams Honda Team                                |                              | 71        | Erstes Turbomodell von Williams |
|                               | Williams FW11                | 1986           | Honda RA166-E                      | Frank Dernie                        | Canon Williams Honda Team                                | Nelson Piquet                | 141       | |
| Nigel Mansell                 | Williams FW11                | 1986           | Honda RA166-E                      | Frank Dernie                        | Canon Williams Honda Team                                |                              | 141       | |
|                               | Williams FW11B               | 1987           | Honda RA166-E                      | Frank Dernie                        | Canon Williams Honda Team                                | Nelson Piquet                | 137       | |
| Nigel Mansell                 | Williams FW11B               | 1987           | Honda RA166-E                      | Frank Dernie                        | Canon Williams Honda Team                                |                              | 137       | |
| Riccardo Patrese              | Williams FW11B               | 1987           | Honda RA166-E                      | Frank Dernie                        | Canon Williams Honda Team                                |                              | 137       | |
|                               | Williams FW12                | 1988           | Judd CV                            | Enrique Scalabroni                  | Canon Williams Team                                      | Nigel Mansell                | 20        | |
| Riccardo Patrese              | Williams FW12                | 1988           | Judd CV                            | Enrique Scalabroni                  | Canon Williams Team                                      |                              | 20        | |
| Martin Brundle                | Williams FW12                | 1988           | Judd CV                            | Enrique Scalabroni                  | Canon Williams Team                                      |                              | 20        | |
| Jean-Louis Schlesser          | Williams FW12                | 1988           | Judd CV                            | Enrique Scalabroni                  | Canon Williams Team                                      |                              | 20        | |
|                               | Williams FW12C               | 1989           | Renault RS1                        | Enrique Scalabroni                  | Canon Williams Team                                      | Nigel Mansell                | 54        | |
| Riccardo Patrese              | Williams FW12C               | 1989           | Renault RS1                        | Enrique Scalabroni                  | Canon Williams Team                                      |                              | 54        | |
| Thierry Boutsen               | Williams FW12C               | 1989           | Renault RS1                        | Enrique Scalabroni                  | Canon Williams Team                                      |                              | 54        | |
|                               | Williams FW13                | 1989           | Renault RS1                        | Enrique Scalabroni                  | Canon Williams Team                                      | Riccardo Patrese             | 23        | |
| Thierry Boutsen               | Williams FW13                | 1989           | Renault RS1                        | Enrique Scalabroni                  | Canon Williams Team                                      |                              | 23        | |
|                               | Williams FW13B               | 1990           | Renault RS2                        | Enrique Scalabroni                  | Canon Williams Team                                      | Riccardo Patrese             | 54        | |
| Thierry Boutsen               | Williams FW13B               | 1990           | Renault RS2                        | Enrique Scalabroni                  | Canon Williams Team                                      |                              | 54        | |
|                               | Williams FW14                | 1991           | Renault RS3C                       | Adrian Newey                        | Canon Williams Team                                      | Riccardo Patrese             | 125       | |
| Nigel Mansell                 | Williams FW14                | 1991           | Renault RS3C                       | Adrian Newey                        | Canon Williams Team                                      |                              | 125       | |
|                               | Williams FW14B               | 1992           | Renault RS3C Renault RS4           | Adrian Newey                        | Canon Williams Team                                      | Riccardo Patrese             | 164       | |
| Nigel Mansell                 | Williams FW14B               | 1992           | Renault RS3C Renault RS4           | Adrian Newey                        | Canon Williams Team                                      |                              | 164       | |
|                               | Williams FW15C               | 1993           | Renault RS5                        | Adrian Newey                        | Canon Williams                                           | Alain Prost                  | 168       | |
| Damon Hill                    | Williams FW15C               | 1993           | Renault RS5                        | Adrian Newey                        | Canon Williams                                           |                              | 168       | |
|                               | Williams FW16 Williams FW16B | 1994           | Renault RS6                        | Adrian Newey                        | Rothman Williams Renault                                 | Ayrton Senna                 | 168       | Ayrton Senna verunglückte beim Großen Preis von San Marino im FW16 tödlich. Der FW16B erschien zum Großen Preis von Ungarn 1994. Die Unterschiede zum FW16 resultierten aus der Umsetzung der im Saisonverlauf verschärften Sicherheitsregeln, die die Aerodynamik, die Seitenkästen und den Unterboden betrafen und eine Reaktion auf die tödlichen Unfälle Sennas und Roland Ratzenbergers beim Großen Preis von San Marino waren. |
| Damon Hill                    | Williams FW16 Williams FW16B | 1994           | Renault RS6                        | Adrian Newey                        | Rothman Williams Renault                                 |                              | 168       | Ayrton Senna verunglückte beim Großen Preis von San Marino im FW16 tödlich. Der FW16B erschien zum Großen Preis von Ungarn 1994. Die Unterschiede zum FW16 resultierten aus der Umsetzung der im Saisonverlauf verschärften Sicherheitsregeln, die die Aerodynamik, die Seitenkästen und den Unterboden betrafen und eine Reaktion auf die tödlichen Unfälle Sennas und Roland Ratzenbergers beim Großen Preis von San Marino waren. |
| David Coulthard               | Williams FW16 Williams FW16B | 1994           | Renault RS6                        | Adrian Newey                        | Rothman Williams Renault                                 |                              | 168       | Ayrton Senna verunglückte beim Großen Preis von San Marino im FW16 tödlich. Der FW16B erschien zum Großen Preis von Ungarn 1994. Die Unterschiede zum FW16 resultierten aus der Umsetzung der im Saisonverlauf verschärften Sicherheitsregeln, die die Aerodynamik, die Seitenkästen und den Unterboden betrafen und eine Reaktion auf die tödlichen Unfälle Sennas und Roland Ratzenbergers beim Großen Preis von San Marino waren. |
| Nigel Mansell                 | Williams FW16 Williams FW16B | 1994           | Renault RS6                        | Adrian Newey                        | Rothman Williams Renault                                 |                              | 168       | Ayrton Senna verunglückte beim Großen Preis von San Marino im FW16 tödlich. Der FW16B erschien zum Großen Preis von Ungarn 1994. Die Unterschiede zum FW16 resultierten aus der Umsetzung der im Saisonverlauf verschärften Sicherheitsregeln, die die Aerodynamik, die Seitenkästen und den Unterboden betrafen und eine Reaktion auf die tödlichen Unfälle Sennas und Roland Ratzenbergers beim Großen Preis von San Marino waren. |
|                               | Williams FW17 Williams FW17B | 1995           | Renault RS7                        | Adrian Newey                        | Rothman Williams Renault                                 | Damon Hill                   | 112       | |
| David Coulthard               | Williams FW17 Williams FW17B | 1995           | Renault RS7                        | Adrian Newey                        | Rothman Williams Renault                                 |                              | 112       | |
|                               | Williams FW18                | 1996           | Renault RS8                        | Adrian Newey                        | Rothman Williams Renault                                 | Jacques Villeneuve           | 175       | |
| Damon Hill                    | Williams FW18                | 1996           | Renault RS8                        | Adrian Newey                        | Rothman Williams Renault                                 |                              | 175       | |
|                               | Williams FW19                | 1997           | Renault RS9                        | Adrian Newey                        | Rothman Williams Renault                                 | Jacques Villeneuve           | 123       | |
| Heinz-Harald Frentzen         | Williams FW19                | 1997           | Renault RS9                        | Adrian Newey                        | Rothman Williams Renault                                 |                              | 123       | |
|                               | Williams FW20                | 1998           | Mecachrome GC37-01                 | Gavin Fisher Geoff Willis           | Winfield Williams                                        | Jacques Villeneuve           | 38        | |
| Heinz-Harald Frentzen         | Williams FW20                | 1998           | Mecachrome GC37-01                 | Gavin Fisher Geoff Willis           | Winfield Williams                                        |                              | 38        | |
|                               | Williams FW21                | 1999           | Supertec FB01                      | Gavin Fisher Geoff Willis           | Winfield Williams                                        | Alessandro Zanardi           | 35        | |
| Ralf Schumacher               | Williams FW21                | 1999           | Supertec FB01                      | Gavin Fisher Geoff Willis           | Winfield Williams                                        |                              | 35        | |
|                               | Williams FW22                | 2000           | BMW E41                            | Gavin Fisher Geoff Willis           | BMW Williams F1 Team                                     | Jenson Button                | 36        | |
| Ralf Schumacher               | Williams FW22                | 2000           | BMW E41                            | Gavin Fisher Geoff Willis           | BMW Williams F1 Team                                     |                              | 36        | |
|                               | Williams FW23                | 2001           | BMW P80                            | Gavin Fisher Geoff Willis           | BMW Williams F1 Team                                     | Juan Pablo Montoya           | 80        | |
| Ralf Schumacher               | Williams FW23                | 2001           | BMW P80                            | Gavin Fisher Geoff Willis           | BMW Williams F1 Team                                     |                              | 80        | |
|                               | Williams FW24                | 2002           | BMW P81                            | Gavin Fisher Geoff Willis           | BMW Williams F1 Team                                     | Juan Pablo Montoya           | 92        | |
| Ralf Schumacher               | Williams FW24                | 2002           | BMW P81                            | Gavin Fisher Geoff Willis           | BMW Williams F1 Team                                     |                              | 92        | |
|                               | Williams FW25                | 2003           | BMW P81                            | Gavin Fisher Antonia Terzi          | BMW Williams F1 Team                                     | Juan Pablo Montoya           | 144       | |
| Ralf Schumacher               | Williams FW25                | 2003           | BMW P81                            | Gavin Fisher Antonia Terzi          | BMW Williams F1 Team                                     |                              | 144       | |
| Marc Gené                     | Williams FW25                | 2003           | BMW P81                            | Gavin Fisher Antonia Terzi          | BMW Williams F1 Team                                     |                              | 144       | |
|                               | Williams FW26                | 2004           | BMW P84                            | Gavin Fisher Antonia Terzi          | BMW Williams F1 Team                                     | Juan Pablo Montoya           | 88        | |
| Ralf Schumacher               | Williams FW26                | 2004           | BMW P84                            | Gavin Fisher Antonia Terzi          | BMW Williams F1 Team                                     |                              | 88        | |
| Marc Gené                     | Williams FW26                | 2004           | BMW P84                            | Gavin Fisher Antonia Terzi          | BMW Williams F1 Team                                     |                              | 88        | |
| Antonio Pizzonia              | Williams FW26                | 2004           | BMW P84                            | Gavin Fisher Antonia Terzi          | BMW Williams F1 Team                                     |                              | 88        | |
|                               | Williams FW27                | 2005           | BMW P84                            | Sam Michael Loïc Bigois             | BMW Williams F1 Team                                     | Mark Webber                  | 66        | |
| Nick Heidfeld                 | Williams FW27                | 2005           | BMW P84                            | Sam Michael Loïc Bigois             | BMW Williams F1 Team                                     |                              | 66        | |
| Antonio Pizzonia              | Williams FW27                | 2005           | BMW P84                            | Sam Michael Loïc Bigois             | BMW Williams F1 Team                                     |                              | 66        | |
|                               | Williams FW28                | 2006           | Cosworth CA2006                    | Sam Michael Loïc Bigois Jörg Zander | Williams F1 Team                                         | Mark Webber                  | 11        | |
| Nico Rosberg                  | Williams FW28                | 2006           | Cosworth CA2006                    | Sam Michael Loïc Bigois Jörg Zander | Williams F1 Team                                         |                              | 11        | |
|                               | Williams FW29                | 2007           | Toyota RVX-07                      | Sam Michael Loïc Bigois             | AT&T Williams                                            | Nico Rosberg                 | 33        | |
| Alexander Wurz                | Williams FW29                | 2007           | Toyota RVX-07                      | Sam Michael Loïc Bigois             | AT&T Williams                                            |                              | 33        | |
| Kazuki Nakajima               | Williams FW29                | 2007           | Toyota RVX-07                      | Sam Michael Loïc Bigois             | AT&T Williams                                            |                              | 33        | |
|                               | Williams FW30                | 2008           | Toyota RVX-08                      | Sam Michael                         | AT&T Williams                                            | Nico Rosberg                 | 26        | |
| Kazuki Nakajima               | Williams FW30                | 2008           | Toyota RVX-08                      | Sam Michael                         | AT&T Williams                                            |                              | 26        | |
|                               | Williams FW31                | 2009           | Toyota RVX-09                      | Sam Michael Ed Wood                 | AT&T Williams                                            | Nico Rosberg Kazuki Nakajima | 34,5      | |
| Kazuki Nakajima               | Williams FW31                | 2009           | Toyota RVX-09                      | Sam Michael Ed Wood                 | AT&T Williams                                            |                              | 34,5      | |
|                               | Williams FW32                | 2010           | Cosworth CA2010                    | Sam Michael Ed Wood                 | AT&T Williams                                            | Nico Hülkenberg              | 69        | |
| Rubens Barrichello            | Williams FW32                | 2010           | Cosworth CA2010                    | Sam Michael Ed Wood                 | AT&T Williams                                            |                              | 69        | |
|                               | Williams FW33                | 2011           | Cosworth CA2011                    | Sam Michael Ed Wood                 | AT&T Williams                                            | Pastor Maldonado             | 5         | |
| Rubens Barrichello            | Williams FW33                | 2011           | Cosworth CA2011                    | Sam Michael Ed Wood                 | AT&T Williams                                            |                              | 5         | |
|                               | Williams FW34                | 2012           | Renault RS27                       | Mike Coughlan Jason Somerville      | Williams F1 Team                                         | Pastor Maldonado             | 76        | |
| Bruno Senna                   | Williams FW34                | 2012           | Renault RS27                       | Mike Coughlan Jason Somerville      | Williams F1 Team                                         |                              | 76        | |
|                               | Williams FW35                | 2013           | Renault RS27                       | Mike Coughlan                       | Williams F1 Team                                         | Pastor Maldonado             | 5         | |
| Valtteri Bottas               | Williams FW35                | 2013           | Renault RS27                       | Mike Coughlan                       | Williams F1 Team                                         |                              | 5         | |
|                               | Williams FW36                | 2014           | Mercedes-Benz PU106A               | Pat Symonds                         | Williams Martini Racing                                  | Felipe Massa                 | 320       | |
| Valtteri Bottas               | Williams FW36                | 2014           | Mercedes-Benz PU106A               | Pat Symonds                         | Williams Martini Racing                                  |                              | 320       | |
|                               | Williams FW37                | 2015           | Mercedes-Benz PU106B               | Pat Symonds                         | Williams Martini Racing                                  | Felipe Massa                 | 257       | |
| Valtteri Bottas               | Williams FW37                | 2015           | Mercedes-Benz PU106B               | Pat Symonds                         | Williams Martini Racing                                  |                              | 257       | |
|                               | Williams FW38                | 2016           | Mercedes-Benz PU106C               | Pat Symonds                         | Williams Martini Racing                                  | Felipe Massa                 | 138       | |
| Valtteri Bottas               | Williams FW38                | 2016           | Mercedes-Benz PU106C               | Pat Symonds                         | Williams Martini Racing                                  |                              | 138       | |
|                               | Williams FW40                | 2017           | Mercedes-AMG F1 M08 EQ Power+      |                                     | Williams Martini Racing                                  | Felipe Massa                 | 65        | |
| Lance Stroll                  | Williams FW40                | 2017           | Mercedes-AMG F1 M08 EQ Power+      |                                     | Williams Martini Racing                                  |                              | 65        | |
|                               | Williams FW41                | 2018           | Mercedes-AMG F1 M09 EQ Power+      | Paddy Lowe                          | Williams Martini Racing                                  | Sergei Sirotkin              | 7         | |
| Lance Stroll                  | Williams FW41                | 2018           | Mercedes-AMG F1 M09 EQ Power+      | Paddy Lowe                          | Williams Martini Racing                                  |                              | 7         | |
|                               | Williams FW42                | 2019           | Mercedes-AMG F1 M10 EQ Power+      | Paddy Lowe                          | RoKit Williams Racing                                    | Robert Kubica                | 1         | |
| George Russell                | Williams FW42                | 2019           | Mercedes-AMG F1 M10 EQ Power+      | Paddy Lowe                          | RoKit Williams Racing                                    |                              | 1         | |
|                               | Williams FW43                | 2020           | Mercedes-AMG F1 M11 EQ Performance | Doug McKiernan                      | Williams Racing                                          | Nicholas Latifi              | 0         | |
| George Russell                | Williams FW43                | 2020           | Mercedes-AMG F1 M11 EQ Performance | Doug McKiernan                      | Williams Racing                                          |                              | 0         | |
| Jack Aitken                   | Williams FW43                | 2020           | Mercedes-AMG F1 M11 EQ Performance | Doug McKiernan                      | Williams Racing                                          |                              | 0         | |
|                               | Williams FW43B               | 2021           | Mercedes-AMG F1 M12 E Performance  | Doug McKiernan                      | Williams Racing                                          | Nicholas Latifi              | 23        | |
| George Russell                | Williams FW43B               | 2021           | Mercedes-AMG F1 M12 E Performance  | Doug McKiernan                      | Williams Racing                                          |                              | 23        | |

## Nicht eingesetzte Formel-1-Rennwagen

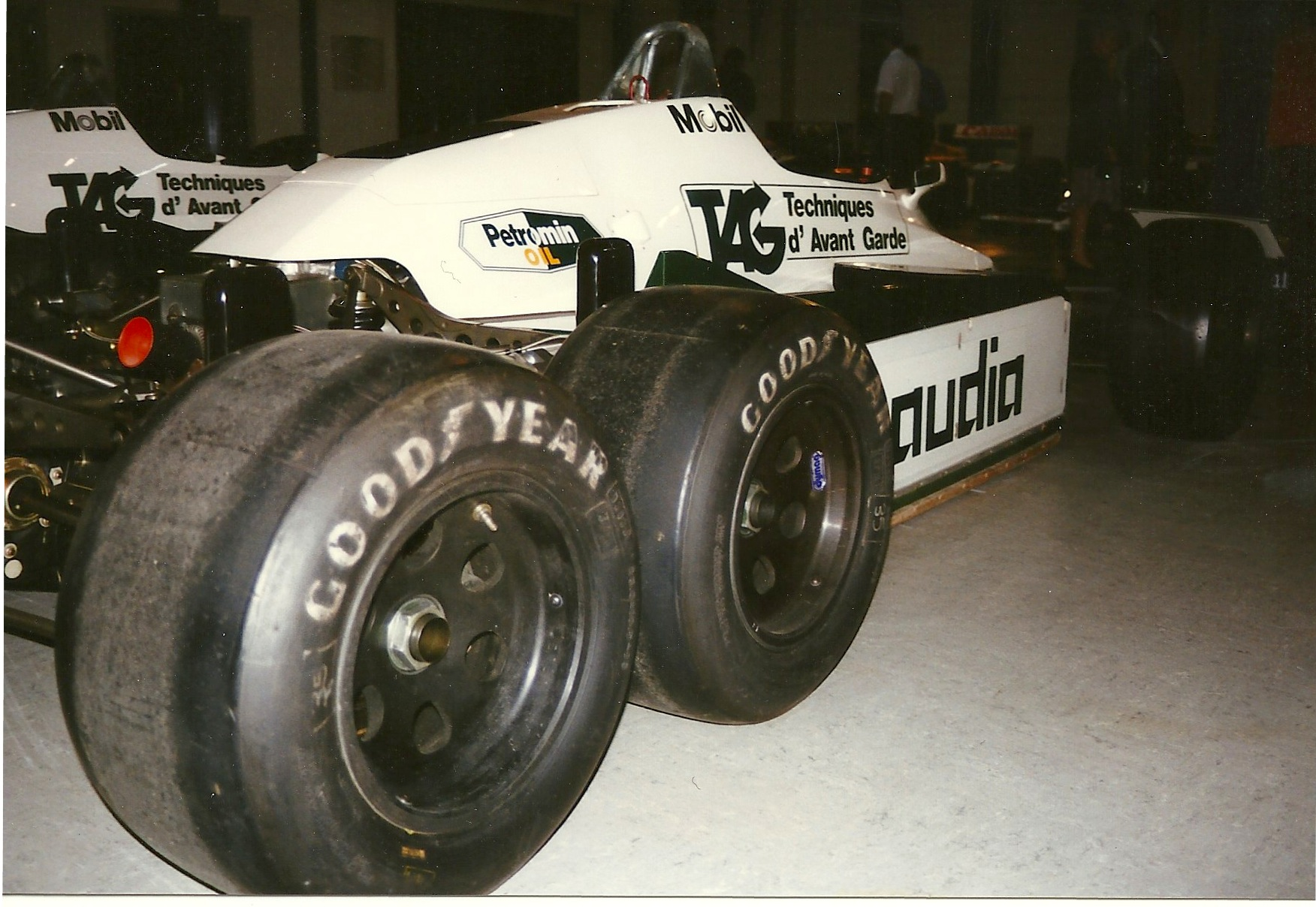
Versuchsfahrzeug mit sechs Rädern: Williams FW08B

- Die Modelle Williams FW07D und Williams FW08B waren Versuchsfahrzeuge mit sechs Rädern aus dem Jahr 1982. Die Wagen hatten zwei angetriebene Hinterachsen und eine gelenkte Vorderachse. Konzeptionell entsprachen sie dem March 2-4-0 von 1976. Als 1983 eine Beschränkung auf vierrädrige Fahrzeuge in das Formel-1-Reglement aufgenommen wurde, stellte Williams die Entwicklung der sechsrädrigen Modelle ein.
- Der Williams FW15 war ein Rennwagen mit aktiver Radaufhängung, der für den Einsatz in der Saison 1992 als Ersatz für den FW14B entwickelt wurde. Als sich im Laufe des Jahres zeigte, dass der FW14B so leistungsstark war, dass er auch ohne das computergesteuerte Fahrwerk die Weltmeisterschaft gewinnen konnte, verzichtete Williams auf einen Einsatz des FW15.
- Der Williams FW15B war eine Weiterentwicklung des FW15, der Änderungen vor allem im Bereich der Fahrwerksgeometrie und der Aerodynamik erhalten hatte. Der FW15B wurde nur bei Testfahrten vor Beginn der Saison 1993 verwendet. Die Erkenntnisse mündeten in dem nochmals weiterentwickelten FW15C, der während der gesamten Saison 1993 eingesetzt wurde.